# Corcelles-près-Payerne
Pour les articles homonymes, voir Corcelles.
Corcelles-près-Payerne est une commune suisse du canton de Vaud, située dans le district de la Broye-Vully. Citée dès 1148, elle fait partie de la même commune que Payerne jusqu'en 1801 et fait partie du district de Payerne entre 1803 et 2007. Corcelles est peuplé de 2 844 habitants en 2022. Son territoire, d'une surface de 1 214 hectares, est traversé par la Broye et l'Arbogne.

## Géographie
Jusqu'à sa dissolution, la commune faisait partie du district de Payerne. Depuis le 1er janvier 2008, elle fait partie du nouveau district de la Broye-Vully. Elle a des frontières communes avec Grandcour, Missy, Payerne ainsi qu'avec Belmont-Broye, Montagny et Vallon dans le canton de Fribourg.
Le territoire communal se trouve sur le plateau suisse et est traversé par la Broye. La frontière nord de la commune s'étend partiellement le long de l'autoroute A1, puis longe le cours de la Broye canalisée jusqu'à l'Arbogne. La partie sud de la commune est légèrement plus élevée ; c'est sur la colline du Boulex, au pied du Petit Belmont que se trouve le point culminant de la commune avec 526 mètres d'altitude. Sur la rive est de l'Arbogne se trouve la petite enclave de Tours dans la commune fribourgeoise de Montagny. Enfin, la frontière sud est marquée par l'Arbogne et par son affluent, le ruisseau du Creux du Motélon.
En plus du village de Corcelles, la commune compte également le hameau de Pont Neuf situé sur les rives de la Broye ainsi que plusieurs exploitations agricoles dispersées.

## Histoire

Photo aérienne prise à 400 m par Walter Mittelholzer (1919).

Corcelles, dont le nom apparaît au Moyen Âge sous plusieurs formes dont Corsales ou encore Corsalis au XIIe siècle et qui signifie petit domaine. Il apparaît pour la première fois par écrit en 1148, lorsque le pape Eugène III confirme le rattachement de l'église Saint Nicolas de la commune au monastère de Payerne.
En 1542, le village subit un grand incendie brûlant une grande partie des constructions.
À la suite de la révolution vaudoise de 1798, le 27 mai 1801, les habitants de Corcelles s'adressent au Petit Conseil du canton du Léman pour obtenir leur indépendance de Payerne. Un décret accorde cette demande le 23 septembre 1801. Toutefois, ce n'est que le 2 juillet 1808 que la séparation prend acte.
Sous l'occupation bernoise, leurs excellences y apportent le tabac en 1719. Cette plante y est toujours cultivée intensément dans la commune jusqu'au XXIe siècle. L'élevage chevalin est aussi une activité importante dans le village au XVIIIe siècle.
Au début du XXe siècle, la Broye est endiguée. Cela permet l'exploitation agricole de la plaine.

### Héraldique
| Blason de Corcelles-près-Payerne | Blason  | Parti d'argent et de gueules, à la tige de tabac feuillée et fleurie au naturel brochant en pal |
| Blason de Corcelles-près-Payerne | Détails | Les armoiries de la commune sont celles de Payerne, car les deux communes n'en formaient qu'une seule jusqu'en 1801. La tige de tabac ajoutée représente la principale culture pratiquée à Corcelles. Les armoiries de la commune sont adoptées et approuvées par le canton de Vaud. |

## Population

### Gentilé et surnom
Les habitants de la commune se nomment les Corçallins ou les Corsalins.
Ils sont surnommés les Ours blancs, allusion supposée à leur rudesse de mœurs et de caractère.

### Démographie
Corcelles-près-Payerne possède 2 844 habitants en 2022. Sa densité de population atteint 234 hab./km2.
En 2000, la population de Corcelles-près-Payerne est composée de 841 hommes (51,2 %) et 803 femmes (48,8 %). La langue la plus parlée est le français, avec 1 471 personnes (89,4 %). La deuxième langue est l'allemand (87 habitants ou 5,3 % de la population). Il y a aussi 25 Lusophones (1,5 %), 17 Italophones (1 %) et 11 Albanophones (0,6 %). 1 467 habitants (89,1 %) sont de nationalité suisse et 179 personnes sont étrangères (10,9 %). Sur le plan religieux, la communauté protestante est la plus importante avec 909 personnes (55,2 %), suivie des catholiques (493 paroissiens ou 30 % de la population) et des musulmans (30 pratiquants ou 1,8 % de la population). 98 personnes (5,9 %) n'ont aucune appartenance religieuse.
La population de Corcelles-près-Payerne est de 880 personnes en 1850. Elle augmente à 1 264 personnes en 1920, puis reste stable jusqu'en 1970. Le nombre d'habitants augmente depuis et atteint 1 912 en 2010. Le graphique suivant résume l'évolution de la population de Corcelles-près-Payerne entre 1850 et 2010 :

## Politique
Lors des élections fédérales suisses de 2011, la commune a voté à 30,27 % pour l'Union démocratique du centre. Les deux partis suivants furent le Parti libéral-radical avec 24,59 % des suffrages et le Parti socialiste suisse avec 20,49 %.
Lors des élections cantonales au Grand Conseil de mars 2011, les habitants de la commune ont voté pour le Parti libéral-radical à 47,64 %, le Parti socialiste à 22,85 %, l'Union démocratique du centre à 20,43 %, les Verts à 4,72 %, le Parti bourgeois démocratique et les Vert'libéraux à 3,99 % et Vaud Libre à 0,37 %.
Sur le plan communal, Corcelles-près-Payerne  est dirigé par une municipalité formée de 7 membres et dirigée par un syndic pour l'exécutif et un Conseil communal, composé de 55 élus, dirigé par un président et secondé par un secrétaire, pour le législatif.

## Économie
L'économie locale a toujours été dominée par l'agriculture, en particulier depuis la création du canal de la Broye en 1906. Auparavant, la région était également active dans l'élevage de chavaux. De nos jours encore, l'agriculture, l'arboriculture fruitière et l'élevage représentent une part importante des emplois locaux. L'employeur le plus important de la commune dans le secteur secondaire est la briqueterie Morandi, entreprise mécanisée depuis 1896 et, depuis 1930, propriétaire du plus grand four de Suisse.
Depuis quelques décennies, le village s'est développé avec la création de zones résidentielles occupées par des personnes travaillant principalement à Payerne ; cette transformation s'est accompagnée de la création de plusieurs petites entreprises locales, en particulier dans les services.
La commune compte deux boulangeries, une boucherie, une fromagerie et un petit super-marché, ainsi qu'un café-restaurant, une auberge et un pub.

## Transports
Au niveau des transports en commun, Corcelles-près-Payerne fait partie des communautés tarifaires vaudoise (Mobilis) et fribourgeoise (Frimobil). Deux gares des Chemins de fer fédéraux se trouvent dans la commune. Celle de Corcelles-Sud est sur la ligne du train régional Fribourg-Yverdon-les-Bains et la gare de Corcelles-Nord est sur la ligne du train régional Lausanne-Kerzers. La commune est aussi desservie par les bus sur appel Publicar, qui sont un service de CarPostal.

## Monuments
Dans le village de Corcelles, deux greniers et le temple sont inscrits comme biens culturels d'importance régionale dans la liste cantonale dressée en 2009.

## Vie locale
La commune de Corcelles-près-Payerne compte plusieurs associations, parmi lesquelles un chœur d'hommes et un chœur mixte, une société de pêcheurs, une association des dames paysannes vaudoises et une société de jeunesse. Elle offre également des clubs de football, de gymnastique, de tir sportif, de tir à l'arc et de judo.

## Sources
- (de) Cet article est partiellement ou en totalité issu de l’article de Wikipédia en allemand intitulé « Corcelles-près-Payerne » (voir la liste des auteurs).